# Zhao Wei
Zhao Wei (Chinees: 趙薇 / 赵薇), ook gekend als Vicky Zhao of Vicki Zhao, (Wuhu, 12 maart 1976) is een Chinees actrice, filmregisseur, filmproducent en popzangeres. Ze werd in 2014 aangeduid als een van de populairste en best betaalde Chinese actrices.

## Biografie
Zhao Wei werd geboren en groeide op in Wuhu, in de provincie Anhui, als tweede kind van Zhao Jiahai, een ingenieur, en Wei Qiying, een onderwijzeres. Zij heeft een oudere broer Zhao Jian (geboren in 1971). Na de middelbare school ging Zhao naar de hogeschool van Wuhu, waar ze een opleiding voor kleuteronderwijzeres volgde. Naast de school kreeg zij ook lessen piano, dans en schilderen met Chinese inkt.
In 1996 werd Zhao toegelaten aan de Filmacademy van Peking. Tijdens haar studies aan de filmacademie verwierf Zhao regionale en nationale bekendheid voor haar rol als Xiao Yanzi ("Little Swallow") in de populaire televisieserie My Fair Princess (1998-1999), waarvoor ze ook de Golden Eagle Award voor beste actrice kreeg. De tv-serie werd een ongeëvenaard succes in de landen in het Oosten en Zuidoosten en Zhao wordt door velen beschouwd als het eerste 'nationale idool' van het vasteland van China sinds het begin van de economische hervorming in 1978.
Tijdens haar 20-jarige carrière speelde Zhao in vele populaire films die kassuccessen werden, waaronder Shaolin Soccer (2001), Red Cliff (2008-2009), Painted Skin (2008), Painted Skin: The Resurrection (2012), Dearest (2014) en Lost in Hong Kong (2015). Ze won tientallen prijzen op onder andere het Shanghai International Film Festival, de Huabiao Awards, het Changchun Film Festival, de Hundred Flowers Awards en de Shanghai Film Critics Awards voor films zoals A Time to Love (2005) en Mulan (2009). In 2014, na bijna twee jaar acteerpauze, keerde ze terug naar het grote scherm in Peter Chan's film Dearest en won de Hong Kong Film Critics Society Award en de Hong Kong Film Award voor beste actrice.
Hoewel Zhao Wei zich vooral focuste op speelfilms, trad ze ook op in populaire Chinese televisieseries zoals Romance in the Rain (2001), Moment in Peking (2005) en Tiger Mom (2015).
In 2012 behaalde Zhao Wei haar Master of Fine Arts voor filmregie aan de Filmacademie van Peking en in 2013 maakte ze haar regiedebuut met So Young, die kritisch heel goed onthaald werd en een kassucces werd. De film brak in de eerste week het box office record voor films geregisseerd door een vrouwelijk Chinees regisseur.
In 1999 startte Zhao Wei een muziekcarrière met haar debuutalbum Swallow waarna er nog 7 albums volgden. In 2006 won ze de MTV Asia Award for Favorite Artist from Mainland China met haar album Double.

## Filmografie (selectie)
- 1998 - My Fair Princess (tv)
- 2001 - Shaolin Soccer
- 2001 - Romance in the Rain (tv)
- 2002 - So Close
- 2003 - Green Tea
- 2005 - A Time to Love
- 2005 - Moment in Peking (tv)
- 2008 - Red Cliff
- 2008 - Painted Skin
- 2009 - Mulan
- 2012 - Love
- 2012 - Painted Skin: The Resurrection
- 2013 - So Young (Regisseur)
- 2014 - Dearest
- 2015 - Hollywood Adventures (Ook producent)
- 2015 - Lost in Hong Kong
- 2015 - Tiger Mom (tv) (Ook producent)
- 2016 - Three
- 2019 - Starlight (Documentaire) (Regisseur)
- 2019 - Two Tigers (Producent)
- 2019 - Everyone Longs to Meet You (tv) (Producent)

## Discografie (selectie)
- 1999: Swallow (小燕子)
- 1999: Magic of Love (爱情大魔咒)
- 2001: The Last Separation (最后一次分手)
- 2004: Afloat (飘)
- 2005: Double (双)
- 2007: Angel's Suitcase (天使旅行箱)
- 2009: We're All Great Directors (我们都是大导演)

## Prijzen en nominaties
De belangrijkste:
| Jaar | Prijs                                    | Categorie                  | Film                           | Uitslag     |
| ---- | ---------------------------------------- | -------------------------- | ------------------------------ | ----------- |
| 2016 | Hundred Flowers Award                    | Beste vrouwelijke hoofdrol | Dearest                        | Genomineerd |
| 2016 | Shanghai Television Festival             | Beste vrouwelijke hoofdrol | Tiger Mom                      | Genomineerd |
| 2015 | Asian Television Award                   | Beste vrouwelijke hoofdrol | Tiger Mom                      | Genomineerd |
| 2015 | Sichuan Television Festival              | Beste vrouwelijke hoofdrol | Tiger Mom                      | Genomineerd |
| 2015 | Golden Rooster Award                     | Beste vrouwelijke hoofdrol | Dearest                        | Genomineerd |
| 2015 | Asian Film Award                         | Beste vrouwelijke hoofdrol | Dearest                        | Genomineerd |
| 2015 | Hong Kong Film Award                     | Beste vrouwelijke hoofdrol | Dearest                        | Gewonnen    |
| 2015 | Hong Kong Film Critics Society Award     | Beste vrouwelijke hoofdrol | Dearest                        | Gewonnen    |
| 2014 | Golden Horse Award                       | Beste vrouwelijke hoofdrol | Dearest                        | Genomineerd |
| 2014 | Hundred Flowers Award                    | Beste regisseur            | So Young                       | Gewonnen    |
| 2013 | Golden Rooster Award                     | Beste regiedebuut          | So Young                       | Gewonnen    |
| 2013 | Golden Horse Award                       | Beste regiedebuut          | So Young                       | Genomineerd |
| 2013 | Shanghai Film Critics Award              | Beste regiedebuut          | So Young                       | Gewonnen    |
| 2010 | Hong Kong Film Award                     | Beste vrouwelijke bijrol   | Red Cliff II                   | Genomineerd |
| 2010 | Hong Kong Film Award                     | Beste vrouwelijke hoofdrol | Mulan                          | Genomineerd |
| 2010 | Hundred Flowers Award                    | Beste vrouwelijke hoofdrol | Mulan                          | Gewonnen    |
| 2010 | Changchun Film Festival                  | Beste vrouwelijke hoofdrol | Mulan                          | Gewonnen    |
| 2010 | Shanghai Film Critics Award              | Beste vrouwelijke hoofdrol | Mulan                          | Gewonnen    |
| 2009 | Hong Kong Film Award                     | Beste vrouwelijke bijrol   | Red Cliff                      | Genomineerd |
| 2009 | Asian Film Award                         | Beste vrouwelijke hoofdrol | Painted Skin                   | Genomineerd |
| 2009 | Golden Rooster Award                     | Beste vrouwelijke hoofdrol | Painted Skin                   | Genomineerd |
| 2008 | Hong Kong Film Award                     | Beste vrouwelijke bijrol   | The Postmodern Life of My Aunt | Genomineerd |
| 2007 | Feitian Television Award                 | Beste vrouwelijke hoofdrol | Moment in Peking               | Genomineerd |
| 2006 | Golden Horse Award                       | Beste vrouwelijke bijrol   | The Postmodern Life of My Aunt | Genomineerd |
| 2006 | Changchun Film Festival                  | Beste vrouwelijke hoofdrol | A Time to Love                 | Gewonnen    |
| 2005 | Internationaal filmfestival van Shanghai | Beste vrouwelijke hoofdrol | A Time to Love                 | Gewonnen    |
| 2005 | Huabiao Award                            | Beste vrouwelijke hoofdrol | A Time to Love                 | Gewonnen    |
| 2004 | Hundred Flowers Award                    | Beste vrouwelijke hoofdrol | Warriors of Heaven and Earth   | Genomineerd |
| 2002 | Golden Horse Award                       | Beste vrouwelijke bijrol   | Chinese Odyssey 2002           | Genomineerd |
| 1999 | Golden Eagle Award                       | Beste vrouwelijke hoofdrol | My Fair Princess               | Gewonnen    |